# Ewan Mitchell
Pour les articles homonymes, voir Mitchell.
Ewan Mitchell, né le 8 mars 1997 à Derby (Royaume-Uni), est un acteur britannique. Il est connu pour ses rôles dans les séries télévisées The Last Kingdom et World on Fire et depuis 2022 il joue un des rôles principaux dans House of the Dragon, série dérivée de Game of Thrones.

## Biographie
Ewan Mitchell naît le 8 mars 1997 à Derby. Il commence sa carrière d'acteur en 2015 en jouant dans des courts métrages, puis a un rôle mineur en 2017 dans le film Just Charlie de Rebekah Fortune. Entre 2017 et 2022 il joue dans la série The Last Kingdom. En 2018 il apparait dans le film de science-fiction High Life de Claire Denis. 
En 2022 il joue dans House of the Dragon, série dérivée de Game of Thrones produite par HBO, et reçoit une reconnaissance internationale, son interprétation du personnage d'Aemond Targaryen étant jugée particulièrement convaincante,.
Il apparait dans les clips du groupe irlandais Fontaines D.C. In The Modern World en 2024 et It's Amazing To Be Young en 2025.

## Filmographie

### Cinéma
- 2015 : Stereotype de Rebecca Gray et Jordan McGibney (court métrage) : Scott Bamford
- 2015 : Fire de Chris Andrews (court métrage) : Jack
- 2017 : Just Charlie de Rebekah Fortune : Jason
- 2018 : High Life de Claire Denis : Ettore
- 2019 : Salad Days d'Oliver Huntingdon (court métrage) : Will
- 2019 : Stalker de Chris Andrews (court métrage) : Poacher
- 2023 : Saltburn d'Emerald Fennell : Michael Gavey

### Télévision
- 2017 : The Halcyon : Billy Taylor (6 épisodes)
- 2017 : Grantchester : Abraham (saison 3, épisode 5)
- 2017 : Doctors : Genyen (saison 19, épisode 107)
- 2017-2022 : The Last Kingdom : Osferth (28 épisodes)
- 2019-2023 : World on Fire : Tom Bennett (8 épisodes)
- 2022 : Trigger Point (en) : Billy Washington (3 épisodes)
- Depuis 2022 : House of the Dragon : Prince Aemond Targaryen